# 帕霍纳尔
帕霍纳尔是巴拿马科克莱省佩诺诺梅区的一个城市，2010年是人口为13,565。 该市2000年时人口为10,232，1990年时人口为12,097。